# Perinaenia lignosa
Perinaenia lignosa är en fjärilsart som beskrevs av Butler 1878. Perinaenia lignosa ingår i släktet Perinaenia och familjen nattflyn. Inga underarter finns listade i Catalogue of Life.